# Otto Fredrik Stålhammar
Otto Fredrik Stålhammar, född 2 oktober 1695 på Berg, död 20 oktober 1753 på Salshult, Stenberga socken, var en svensk militär och ämbetsman.

## Biografi
Otto Fredrik Stålhammar var son till överstelöjtnant Jon Stålhammar. Han uppfostrades i hemmet innan han tillsammans med sin yngre bror Adam skickades som minderårig till Lunds universitet 1707 där han bland annat fick privatundervisning av kulturpersonligheten Andreas Rydelius. Som adliga söner undervisades de också i dans och instrumentalspel. Otto skrevs in i Uppsala universitet 1712 för studier i juridik. Han blev 1714 auskultant i Svea hovrätt. Samma år påbörjades den militära banan som kvartermästare vid Östgöta kavalleriregemente. Kornett vid Livregementet till häst 1718 samt kapten vid Kronobergs regemente 1719, avsked 1733. Han blev senare lagman. 
Stålhammar hade ett starkt musikintresse. I Lund övade han spel på klavikord och basfiol. Han anlade där 1708 en notbok, nu i Krigsarkivet, som innehåller stycken för oboe, violin och flöjt, trumpet och viola da gamba. Tre menuetter är komponerade av honom själv medan innehållet i övrigt består av Narvamarschen av Anders von Düben och gardesmarscher, franska lutmästare och Lully-skolans tonsättare. Två ytterligare notböcker finns i Kalmar läns museum. Den ena innehåller stycken för luta, däribland Narvamarschen och franska lutmästare, många tillhörande de mest spridda under stormaktstiden, samt stycken för viola da gamba vilka inte är identifierade. Den andra notboken är daterad Otto Fredrik Stålhammar Stockholm 1715. Den innehåller lutstycken som utgör en provkarta av de franska lutmästarna samt avskrifter av tryckta lutböcker från 1695 och 1682. Det övriga innehållet pekar mot Österrike. Stålhammar ägde även en barockoboe, nu i Kalmar läns museum.